# Мадера Ејкерс (Калифорнија)
Мадера Ејкерс (енгл. Madera Acres) насељено је место без административног статуса у америчкој савезној држави Калифорнија.

## Демографија
По попису из 2010. године број становника је 9.163, што је 1.422 (18,4%) становника више него 2000. године.
| Група             | 2000.         | 2010.         |
| Белци             | 3.139 (40,6%) | 2.696 (29,4%) |
| Афроамериканци    | 276 (3,6%)    | 241 (2,6%)    |
| Азијати           | 120 (1,6%)    | 114 (1,2%)    |
| Хиспаноамериканци | 3.939 (50,9%) | 5.985 (65,3%) |
| Укупно            | 7.741         | 9.163         |